# Leszek Nowak (politolog)
 Leszek Nowak – polski politolog, dr hab. nauk politycznych, nauczyciel akademicki, wykładowca na Wydziale Nauk Politycznych i Studiów Międzynarodowych Uniwersytetu Warszawskiego.

## Życiorys
W 2003 r. otrzymał stopień doktora nauk humanistycznych w zakresie nauk o polityce nadany uchwałą Rady Wydziału Dziennikarstwa i Nauk Politycznych Uniwersytetu Warszawskiego. Obecnie wykłada w Wyższej Szkole Finansów i Zarządzania w Warszawie.

## Wybrane publikacje
- Nowak L., Antyamerykanizm, Sprawy Polityczne, 2006.
- Nowak L., Antyokcydentalizm w Rosji. Od antyeuropeizmu do antyamerykanizmu, [w:] Religia – tożsamość – Europa, Warszawa 2005.
- Nowak L., Rewolucja jako epifania zła. Zło rewolucji w pismach rosyjskich myślicieli kontrrewolucyjnych, 2005.
- Nowak L., Islam polityczny i totalitaryzm, Sprawy Polityczne, 2005.
- Nowak L.,  Demokratyczne zagrożenie?, Sprawy Polityczne, 2004.